# باروک

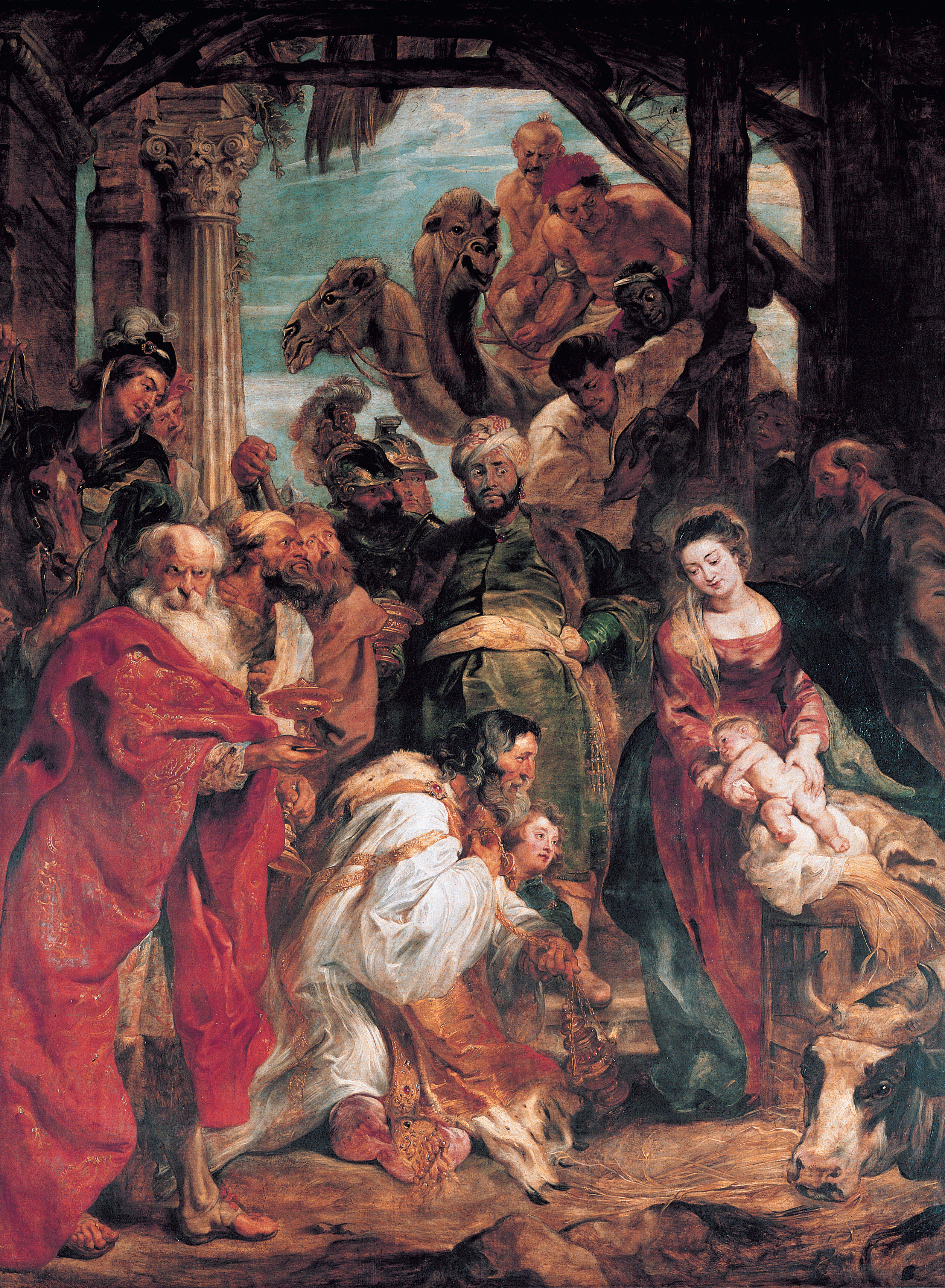
تابلوی «ستایش» اثر پیتر پل روبنس

باروک (به فرانسوی: Baroque) روشی است در هنرهای معماری، نقاشی، موسیقی و مجسمه‌سازی که از اواخر سده ۱۶ میلادی در ایتالیا آغاز شد و تا اواخر سده ۱۸ میلادی در اروپا رواج داشت و سپس در آمریکای مرکزی و جنوبی مورد توجه قرار گرفت. آزادی در طراحی، شمار زیاد شکل‌ها و درآمیختگی آن‌ها از ویژگی‌های این سبک است.
ریشهٔ این کلمه از واژه پرتغالی بارُکو به معنی مروارید صیقل‌نیافته بوده‌است. گروهی نیز بر این عقیده‌اند که معنای این واژه، پوچ، زشت، مضحک و عوضی است. این واژه در آغاز برای تمسخر این شیوه استفاده می‌شد؛ زیرا منتقدان معتقد بودند هرگز نباید بنایی ساخت که از اصول و عناصر بناهای یونانیان و رومیان پیروی نکند؛ بناهای کلاسیک باید بر این اصول ساخته شوند و انحراف از آن را «کژسلیقگی اسف‌انگیز» می‌دانستند. اما پس از آن‌که این شیوه مورد توجه قرار گرفت، به معنای شکوه‌مند و پرتجمل استفاده شد.

## تاریخچه
به وجود آمدن شیوهٔ باروک در اروپا را می‌توان به سه دلیل عمده نسبت داد: اول، جنبش دین‌پیرایی، رهبران کلیسای کاتولیک را واداشت تا از جذابیت‌های هنری برای تبلیغ دین استفاده کنند و به این ترتیب، موقعیت متزلزل خود را بهبود بخشند. به همین دلیل از هنرمندان می‌خواستند کلیساها را مجلل و باشکوه بسازند. دوم، شاهان اروپا، در پی استقلال یافتن و ثبات قدرتشان، می‌خواستند با قصرهای باشکوه خود، قدرت خود را به همگان نشان دهند و سوم اینکه، هنرمندان نسبت به شیوهٔ هنری رنسانس و نظم و ثبات آن، معترض بودند و می‌خواستند در آفرینش هنری آزاد باشند.
بررسی سبک باروک با در نظر گرفتن کشف‌های علمی سدهٔ هفدهم نیز ثمربخش است. دست‌آوردهای گالیله و نیوتن نمایان‌گر گرایشی نو به علم بود؛ گرایشی مبتنی بر یگانگی ریاضیات و تجربه. این دو قوانین ریاضی حاکم بر اجسام متحرک را کشف کردند. این کشف‌ها راه‌گشای اختراع‌های نو و پیش‌رفت تدریجی پزشکی، استخراج معادن، دریانوردی و صنعت در دورهٔ باروک شد. شیوهٔ باروک آمیزهٔ خردگرایی و نفس‌پرستی، آمیزه‌ای از ماده‌گرایی و معنویت است.

## ویژگی‌های سبک باروک
اگرچه پیرامون واژهٔ باروک صفت‌های مختلفی همچون نامأنوس، پرزرق و برق، و مجلل وجود دارد، اما تاریخ‌نویسان امروزی آن را فقط برای اشاره به شیوه‌ای خاص در هنر به کار می‌برند. توصیفی ساده اما مفید از شیوهٔ باروک آن است که هنر باروک، چارچوب اثر (بوم، سنگ یا صدا) را از کنش و حرکت انباشته می‌کند. هنرمندان باروک در آثارشان در پی خلق جهان‌هایی سراسر ساختارمند یافته بودند.
چنین شیوه‌ای، کاملاً باب طبع اشراف بود که به ساختارهایی کامل و یک‌پارچه می‌اندیشید.
سبک باروک، به سبب نیازهای کلیسا که کیفیت‌های هیجان‌انگیز و نمایشی هنر را برای جذاب‌تر ساختن آداب نیایش به کار می‌گرفت، نیز شکل گرفت. طبقهٔ متوسط نیز بر رشد و گسترش سبک باروک تأثیر گذاشت. برای نمونه، در هلند بازرگانان ثروتمند و نیز پزشکان، پرده‌هایی واقع‌گرایانه از چشم‌اندازها و صحنه‌های روزمره را به نقاشان سفارش می‌دادند.

### معماری باروک

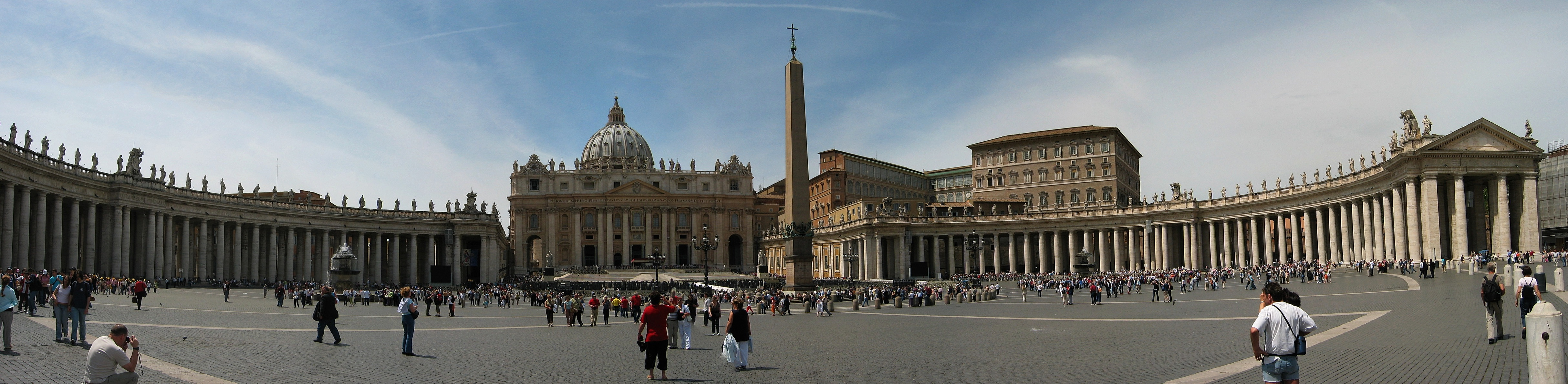
ایوان‌های ستون‌دار میدان سن پتر در رم که جیان لورنزو برنینی، معمار سبک باروک آن را طراحی کرده‌است.

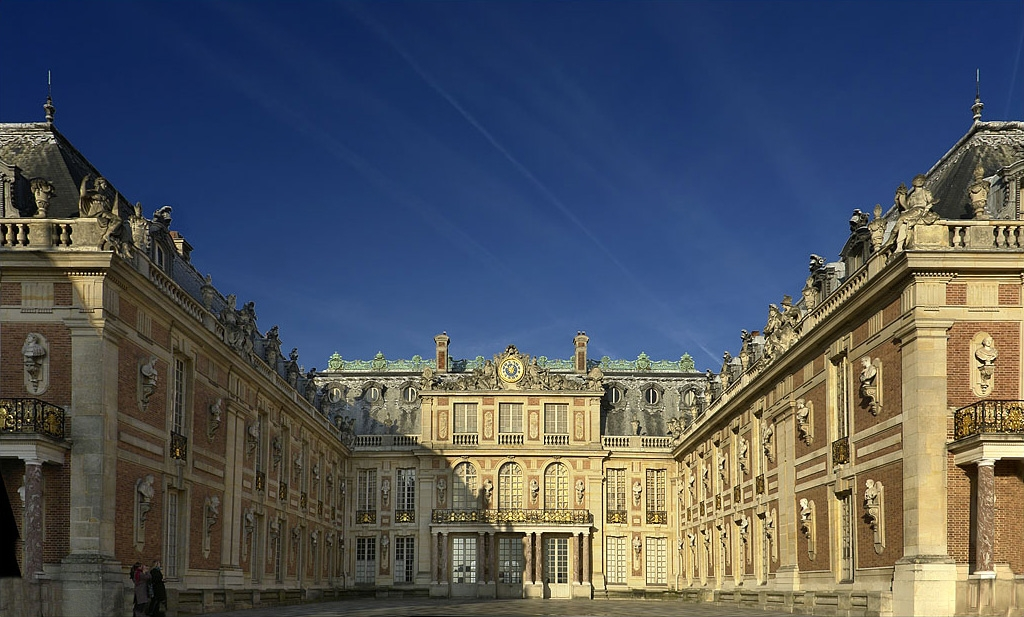
کاخ ورسای اثر لویی لوو

مهم‌ترین خصوصیت معماری باروک، ساختن فضاهای منحنی و استفادهٔ فراوان از تزیینات معماری بود. هنرمندان با این‌کار، به بناها، شکوه و عظمت خاصی می‌بخشیدند. در طراحی کاخ‌های بزرگ نیز از این شیوه استفاده می‌شد. باغ کاخ ورسای که در شکارگاهی در نزدیکی پاریس و در دهکدهٔ ورسای ساخته شده‌است، نمونه‌ای از کابرد این شیوه است که استفادهٔ منظم از درخت گل و آب‌نما، عظمت و شکوهی وصف‌ناشدنی به بنا می‌بخشید.
ایجاد فضاهای مفید و ایجاد فضاهایی که امکان تفکر را فراهم کند دو هدفی بود که معماری در قرن هفدهم اساس خود را بر آن نهاده بود.
کلیساهای باروک هر دو هدف را برآورده کردند. به این ترتیب که فضاهای داخلی یکپارچه‌ای فراهم کردند تا هم برای اجتماعات بزرگ مناسب باشد و هم جایگاهی باعظمت برای مراسم مذهبی گروهی یا عبادت فردی را فراهم کند و کلیسایی مستطیل شکل با راهرویی واحد و و محوطه مرکزی گسترده بهترین راه حل ممکن به‌شمار می‌آمد. نمونه خوب و مناسبی از این نوع کلیسای ایل جسو است.
در ابتدا نمای کلیسا به پیروی از دوره رنسانس طراحی می‌شد که شامل ساختاری دو طبقه با یک بخش مرکزی برجسته و متمایز که بالای آن یک سنتور قرار داشت می‌شد.
به مرور زمان درقرن هفدهم تغییراتی مهم پدید آمد. نمای ساختمان از اینکه به شکل هم سطح ساخته شود تغییر یافت. بخش مرکزی بیش از دیگر قسمت‌های ساختمان به خیابان نزدیک شده بود برای بیان اینکه نمای ساختمان به سوی فضای زندگی شهری روی آورده‌است.
ایجاد یکپارچگی کامل در فضا هدف نهایی معماری باروک است. بیننده از حالت تماشاچی صرف خارج شده و به جزئی از خود فضا تبدیل شده‌است. کلیسای سن کارلو آله کواترو فونتانه نمونه‌ای خوب از این تجربه است که به دست فرانچسکو بورومینی با دیوارهای موجدار خلق شده‌است.
یکی دیگر از نتایج یکپارچگی فضا شناخته شدن گنبد به عنوان جزئی از فضای داخلی است. مانند گنبد سنت ایوو آلا ساپینزا در رم که حالتی مارپیچی دارد و نگاه را به سوی بالا می‌کشاند. .

### نقاشی باروک

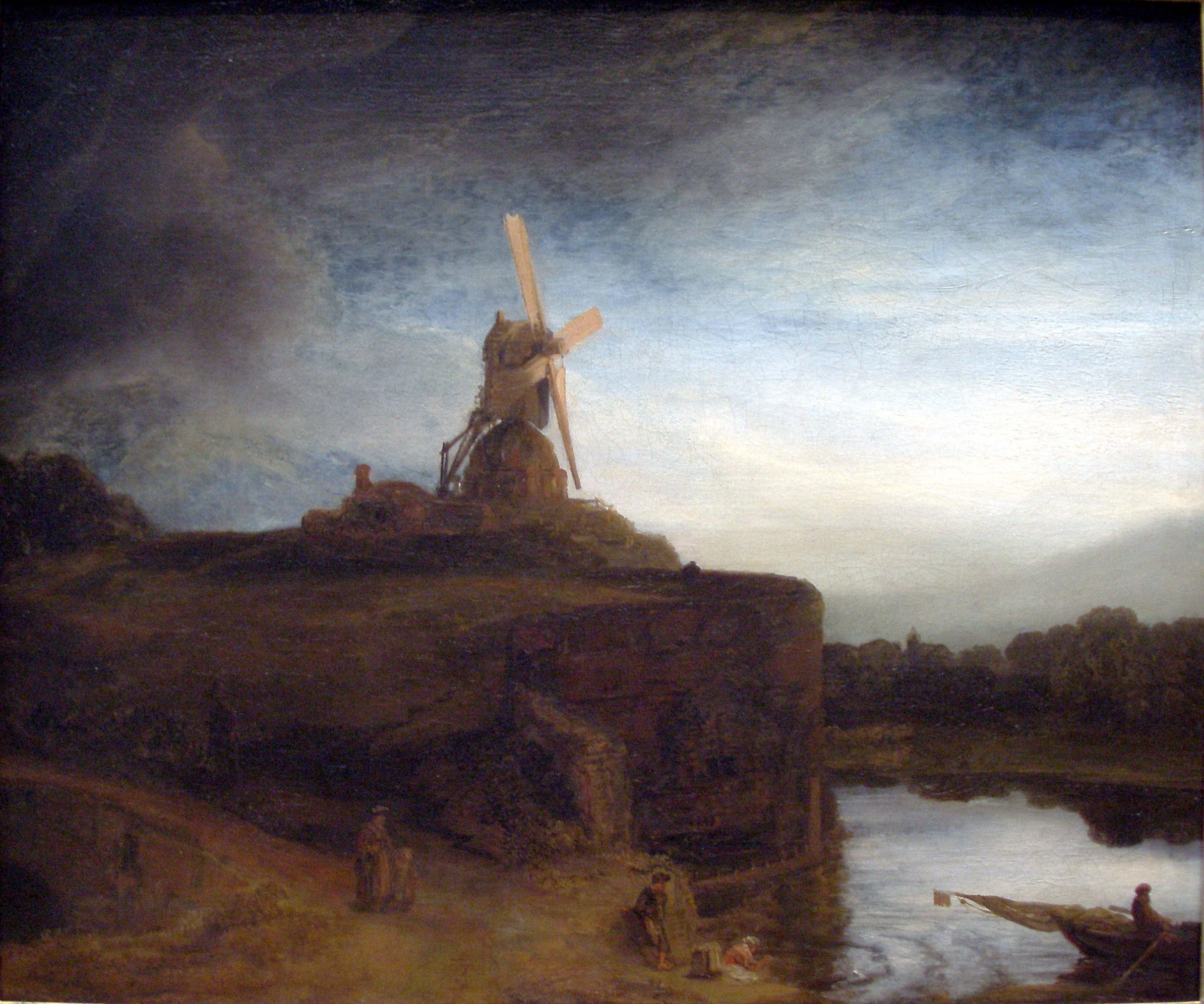
آسیاب، رامبرانت

نقاشی باروک از غنی‌ترین و کامل‌ترین پدیده‌های قرن هفدهم است. در نقاشی باروک خطوط پیرامون اشیا حذف می‌شود و از خطوط محو به جای آن استفاده می‌شود. آرایش و ترکیب بندی عناصر درونی نقاشی‌های این دوره از تنوع برخوردار است.

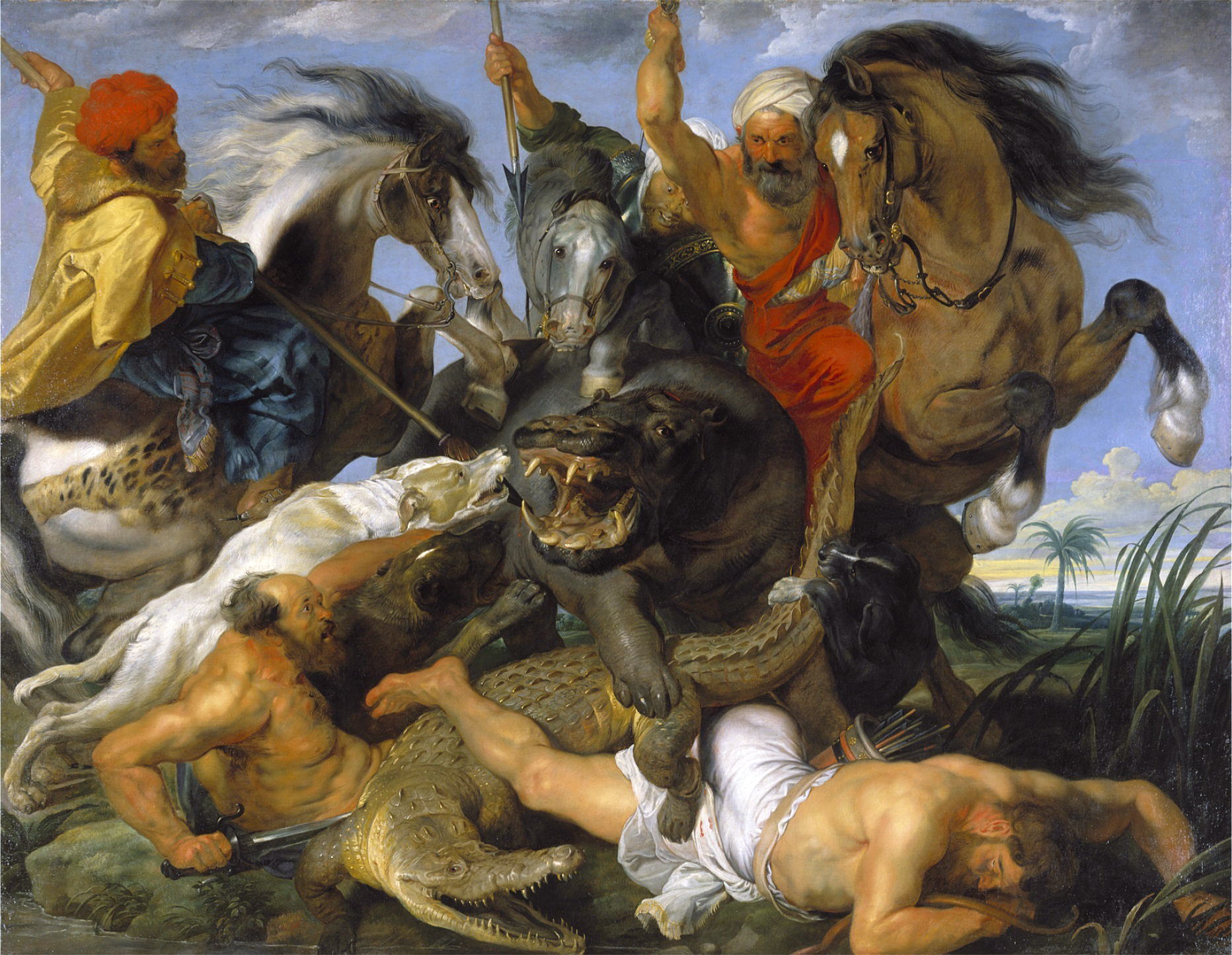
پیتر پل روبنس

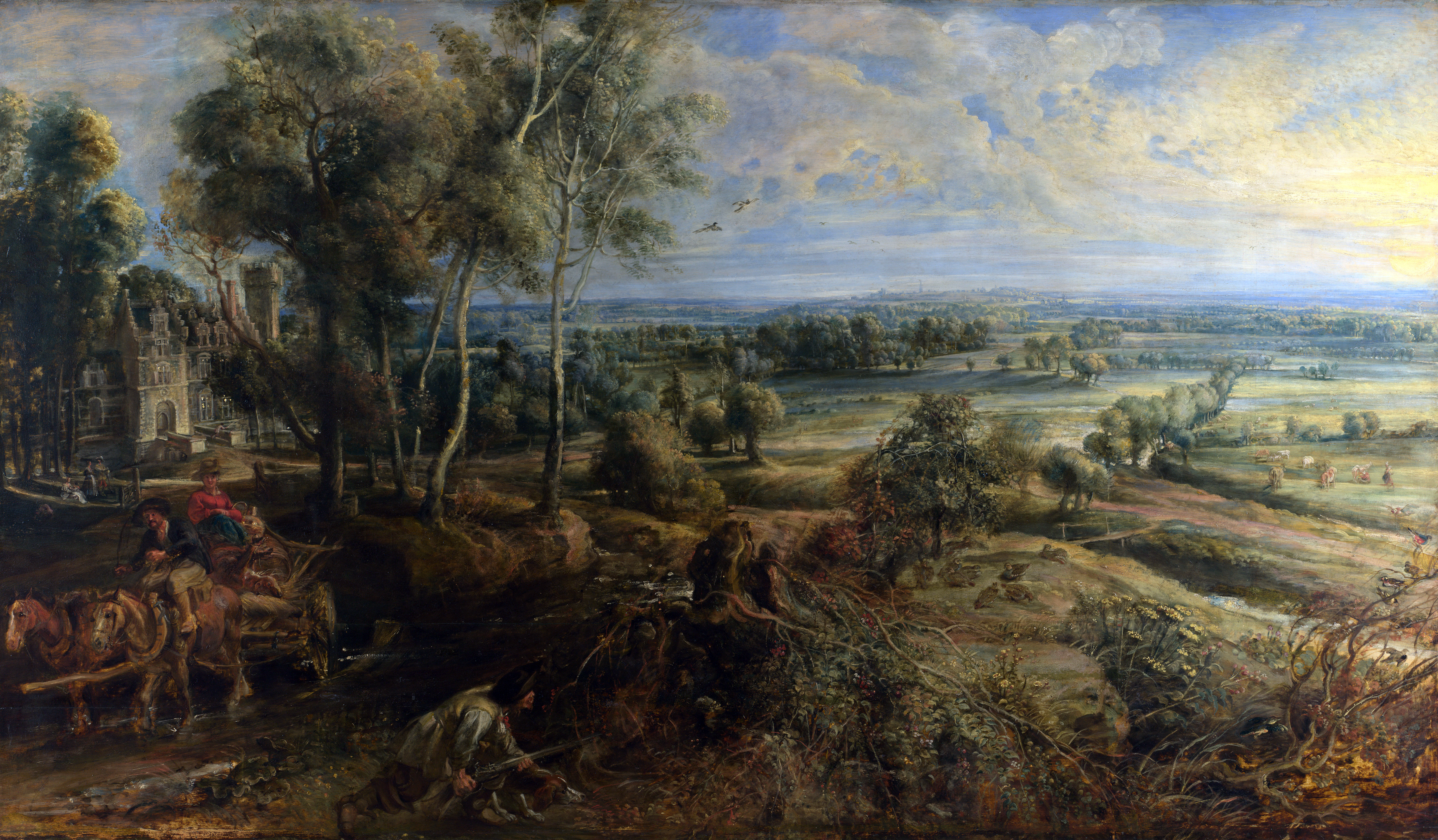
روبنس

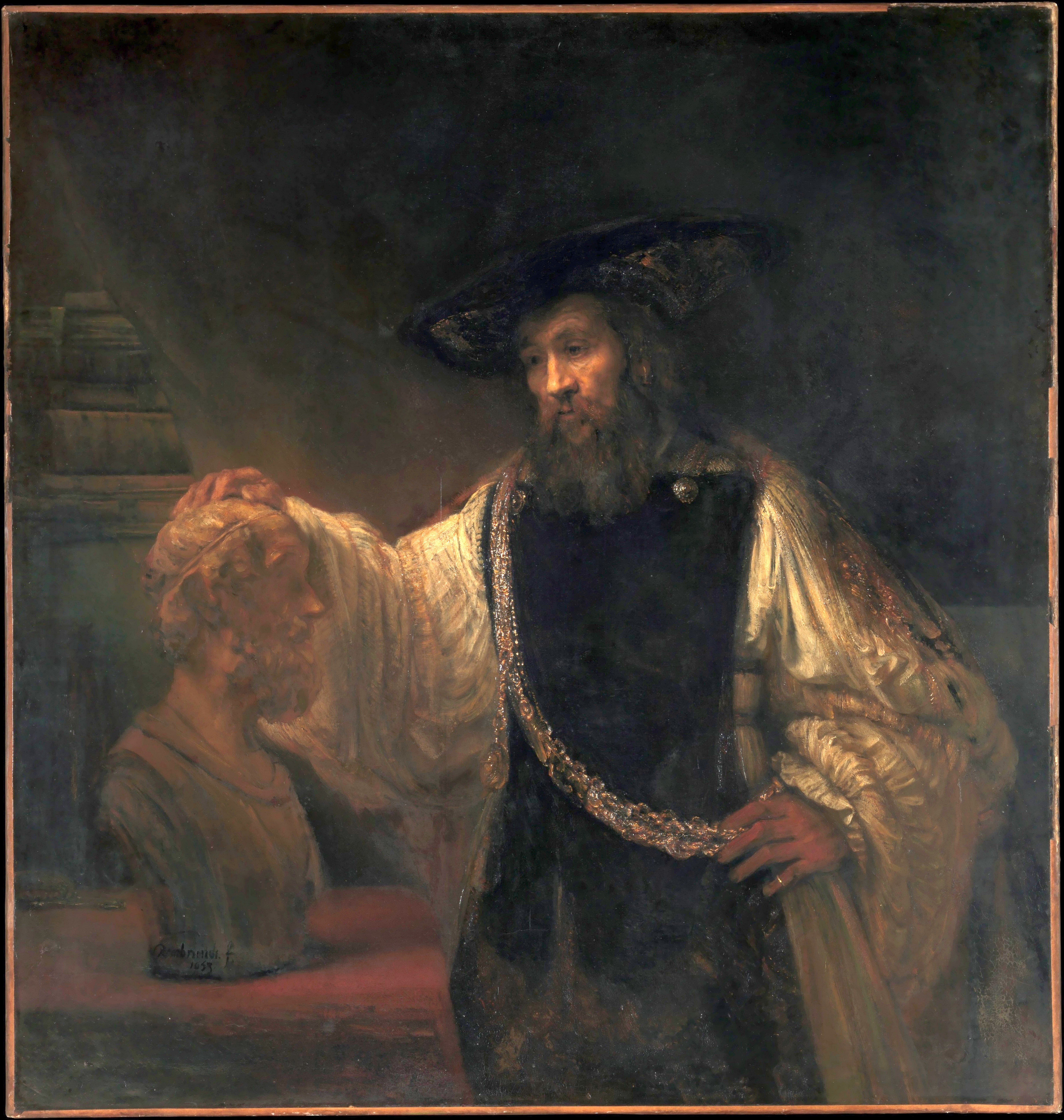
ارسطو در کنار مجسمه نیم تنه هومر، رامبرانت

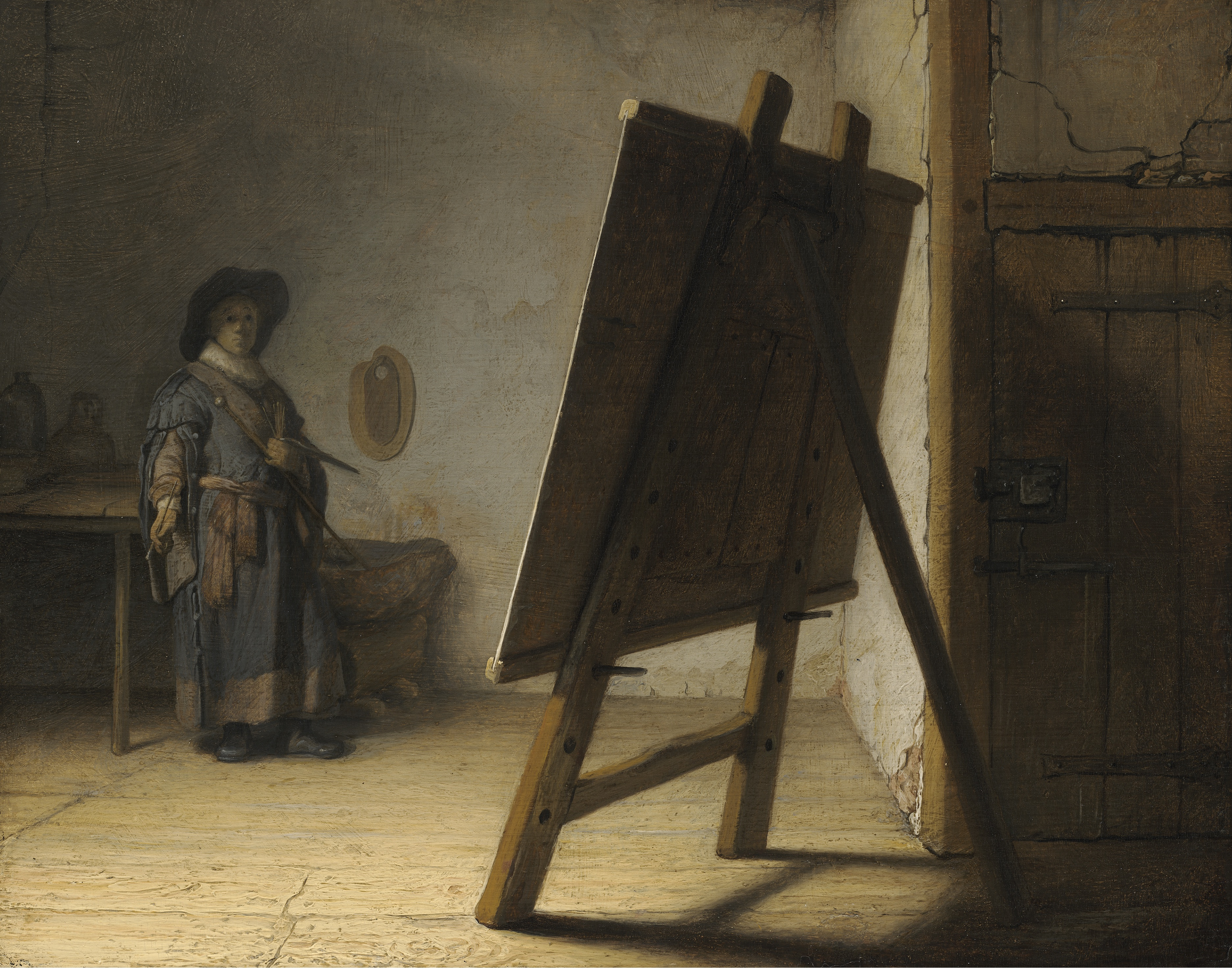
نقاش در کارگاهش، رامبرانت

نقاشی اوج باروک به جای پرداختن به جزئیات اثر به کلیات می‌پردازد. یکی از عناصر اساسی در همه نقاشی‌های باروک نور است. جای پای نقاشان باروک را می‌توان در کشورهای ایتالیا، اسپانیا، هلند و فرانسه دید.
نقاشی در ایتالیا
کاراواجو از برجسته‌ترین هنرمندان آن زمان است که نوعی واقع گرایی افراطی و جدید در آثار او نمود دارد. نقاشی‌های کاراوادجو از نوعی مسیحیت غیر معنوی برخوردار است. او از روی مدل‌های زنده کار می‌کرد و دنیایی را که خودش می‌شناخت به تصویر درمی‌آورد، به همین دلیل در تابلوهایش پیکره‌های افراد معمولی را می‌بینیم.
جوزپه د ریبرا نقاش مکزیکی‌تبار اسپانیایی بعد از آشنا شدن با ویژگی سبک کاراوادجو در ناپل اقامت گزید. در آثار او اغلب مردانی سالخورده را می‌بینیم که از قدرت و شدت درونی برخوردار هستند.
نقاشی در اسپانیا
فرانسیسکو د ثورباران مهم‌ترین کارهایش را برای صومعه داران انجام داده‌است که از نوعی زهد ریاضت کشانه مخصوص اسپانیایی‌ها برخوردار است.
دیه‌گو ولاسکس یک درباری ماهر و با تجربه بود که در مدتی کم مورد لطف و توجه پادشاه قرار گرفت و به مقام دستیاری روبنس انتخاب شد. در پرده ندیمه‌ها سبک کمال یافته او را به بهترین نحو ممکن می‌بینیم ولاسکوئز با مهارت کامل از نور در نقاشی‌هایش بهره برده‌است.
نقاشی در هلند
در جامعهٔ پروتستان آن دوره مهم‌ترین رشته‌ای که توانست به حیات خود ادامه دهد نقاشی پرتره بود. فرانس هالس اولین نقاش برجسته هلند بود. پرتره‌های او گویای این است که نقاش مدل خود را در لحظه‌ای خاص به تصویر کشیده‌است و تصویر او را ابدی کرده‌است. رامبرانت وان راین بزرگ‌ترین نقاش هلند و از بزرگ‌ترین نقاشان تمامی اعصار است که سابقه حیرت‌انگیزی از زندگی خویش را به صورت پرتره‌هایی از خود برای ما به جا گذاشته‌است. رامبرانت برای به پرده کشیدن مفهوم عمیق یک صحنه نیاز چندانی به حرکات ندارد. او از دادن حالت نمایشی و تصنعی به شخصیت‌هایش خودداری می‌کند. شخصیت رامبرانت در میان رشته‌های نقاشی هلند آن قدر مهم و برجسته است که هیچ‌کدام از نقاشان هم دوره او نمی‌توانند با او برابری کنند. یکی دیگر از نقاشان بزرگ هلند یان ورمیر وان دلفت بود. او در طول زندگی اش تابلوهای اندکی از خود به جای گذاشت و موضوع اغلب آن‌ها صحنه‌هایی از زنان است که آن‌ها را در حال انجام دادن کارهای روزمره به تصویر می‌کشد. در واقع او انسان‌های جاندار را در طبیعت بیجان تابلوهایش به تصویر می‌کشد.
.
نقاشی در فرانسه
اغلب نقاشان باروک آغازین در فرانسه از شیوه کاراوادجو پیروی می‌کردند، اما فقط تعدادی از آن‌ها توانستند سبک خلاقانه خود را خلق کنند. ژرژ دولاتور ماهرترین نقاش از میان آن‌ها بود که به عنوان نقاش مخصوص پادشاه منصوب شد. او نقاشی را با به تصویر درآوردن پیکره‌های عجیب در صحنه‌های خودمانی و روزمره شروع کرد. در پرده یوسف نجار شدت ژرف نگری دولاتور را می‌بینیم که بیشترین معنی و مفهوم را در چارچوب این ترکیب بندی خیره‌کننده بیان می‌کند. پوسن شیفته و مجذوب عصر باستان و رافائل بود. در پرده ربودن زنان قوم سابین وفاداری او به سبک کلاسی سیم بسیار مشهود است. صحنه به تصویر در این پرده حالتی روایی و نمایشی دارد.
کلود لورن منظره ساز بزرگ فرانسوی بود که طراحی‌های خطی فراوانی از خود به جا گذاشت. اولین نقاشی بود که در فضای باز به طراحی با رنگ روغنی می‌پرداخت. در پرده منظره چوپانی با نشان دادن آخرین ساعات روز به جنبه آرامش بخش طبیعت پرداخته‌است.
سیمون ووئه ابتدا پیرو کاراوادجو بود، اما به زودی تمامی آموخته‌ها و اثرپذیری‌هایش از کاراوادجو را به دور ریخت و سبکی رنگی مخصوص به خود را به وجود آورد. او به زودی مشهور شد و به عنوان اولین نقاش پادشاه انتخاب شد.

### مجسمه‌سازی باروک

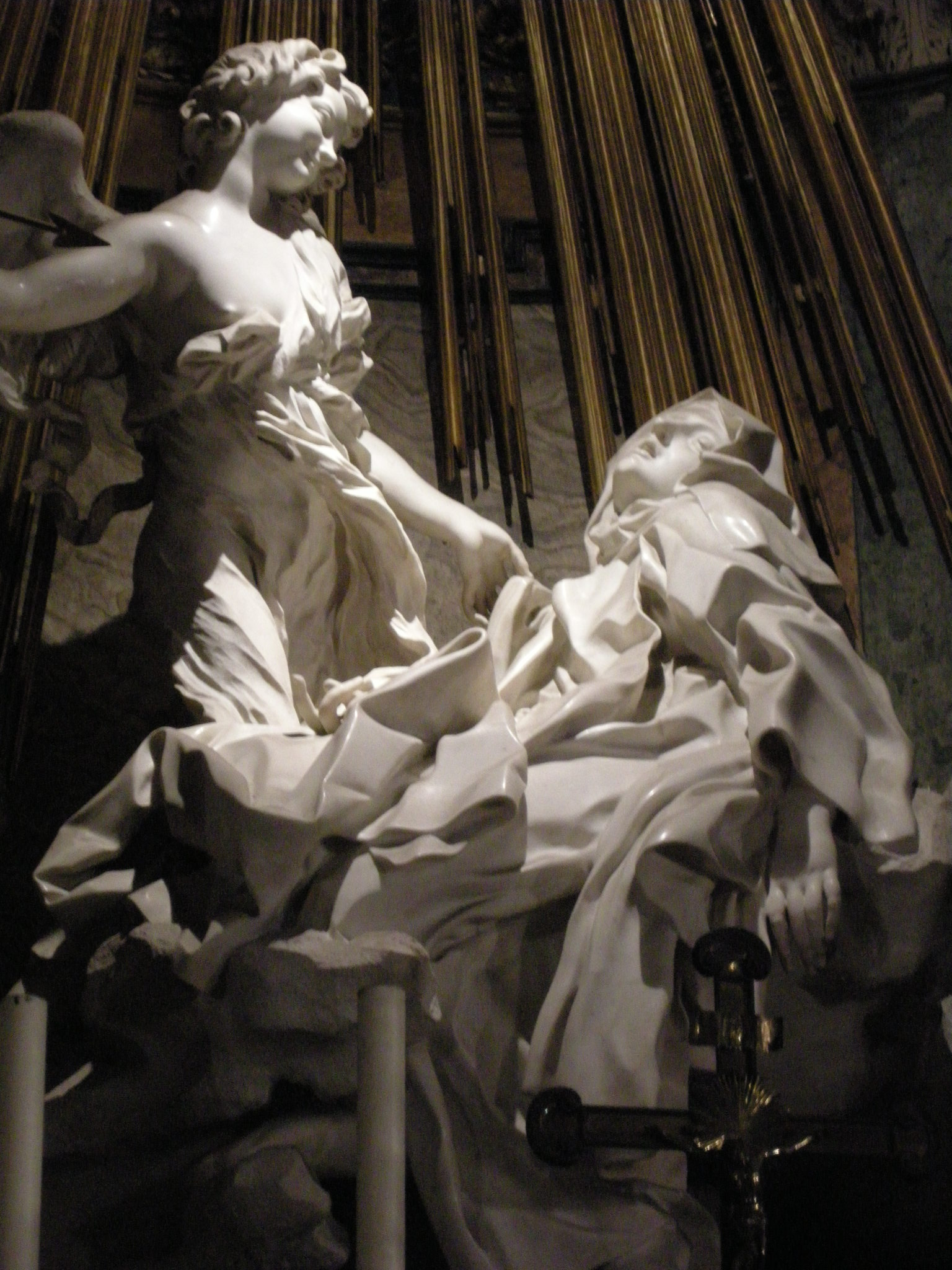
«الهام سن ترزا» اثر برنینی

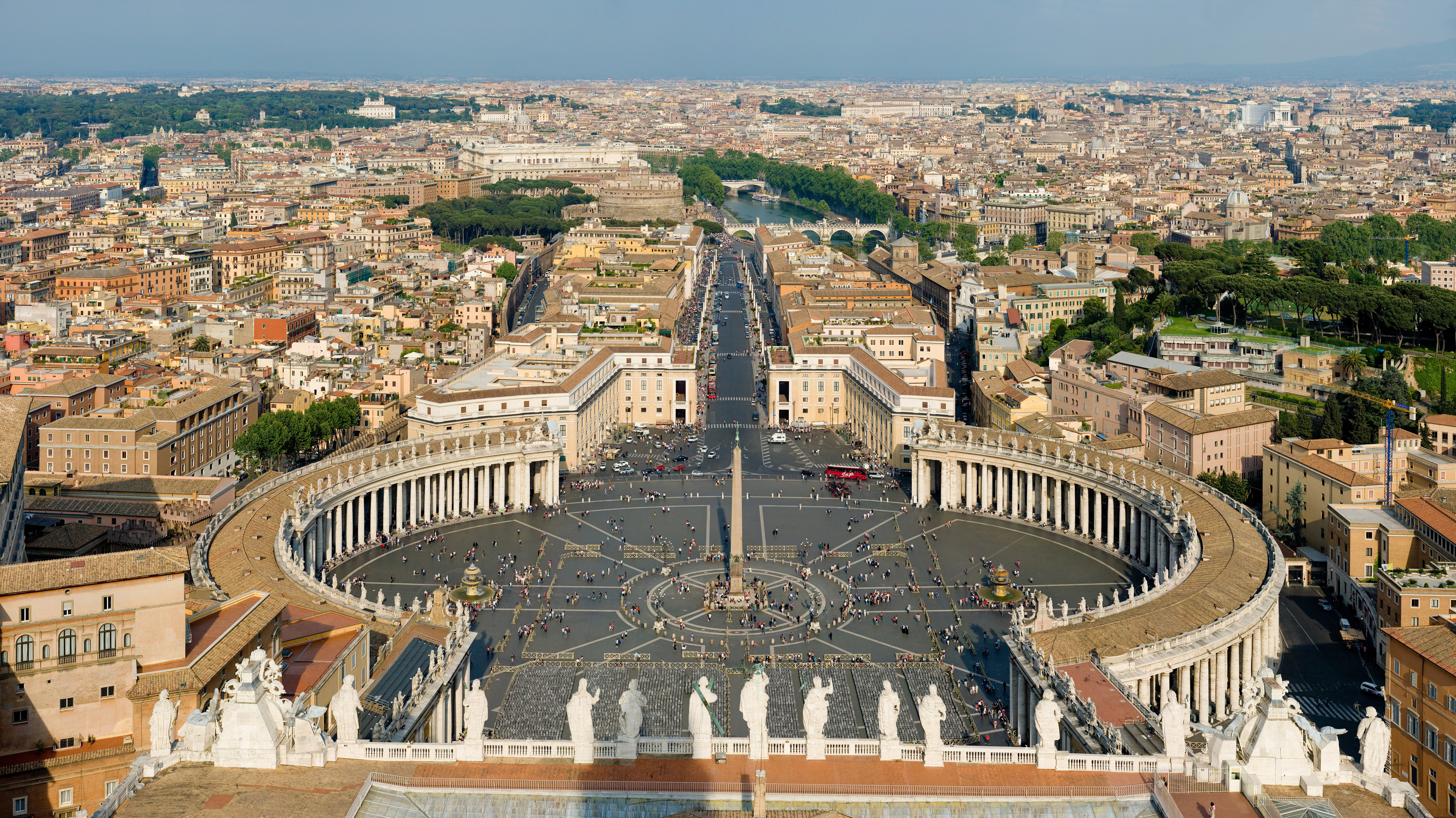
کلیسای سان پییترو، رم. شبستان و نما از کارلو مادرنو، ستون بندی از جانلورنتسو برنینی

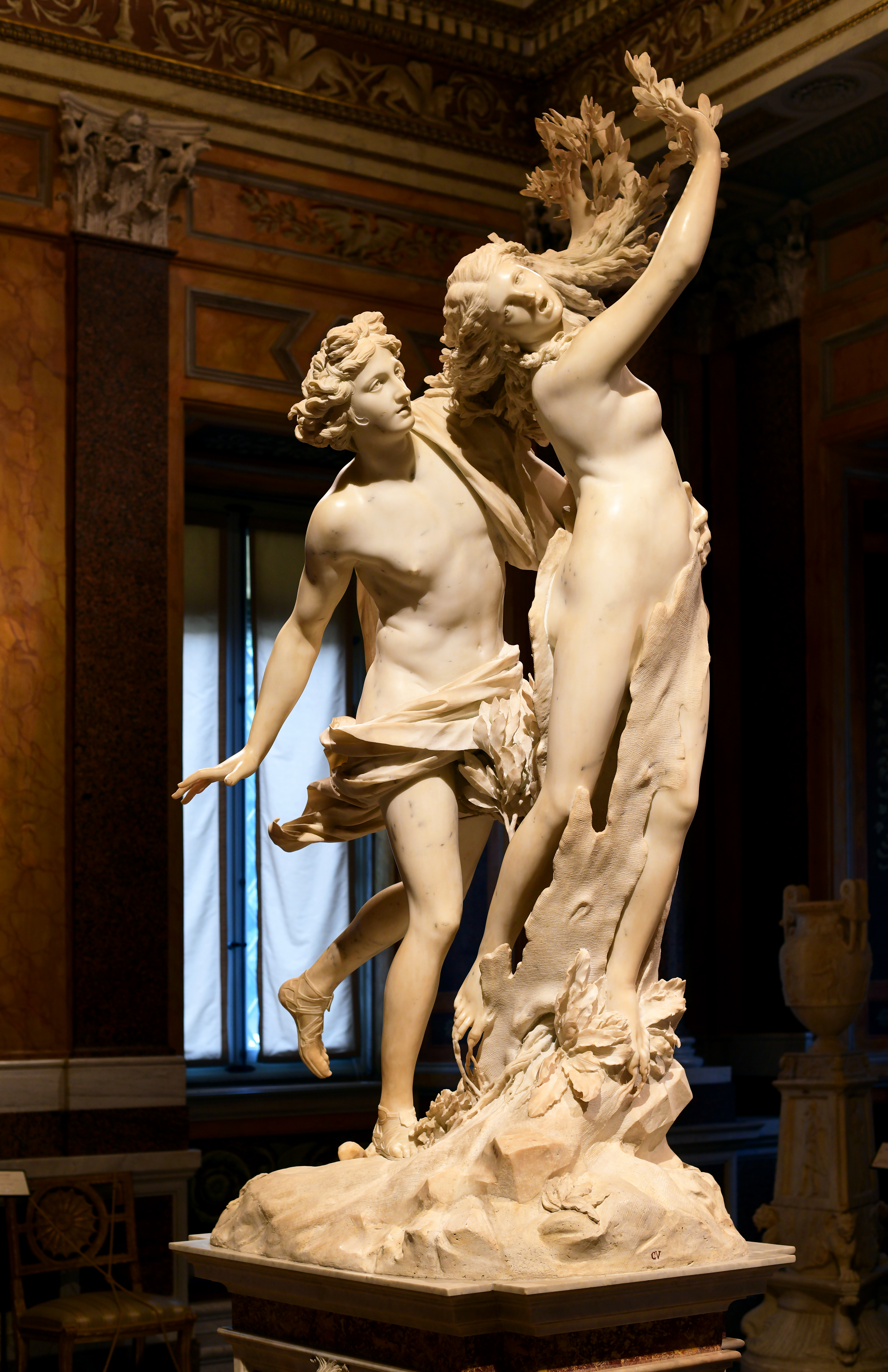
آپولو و دافنه از جانلورنتسو برنینی

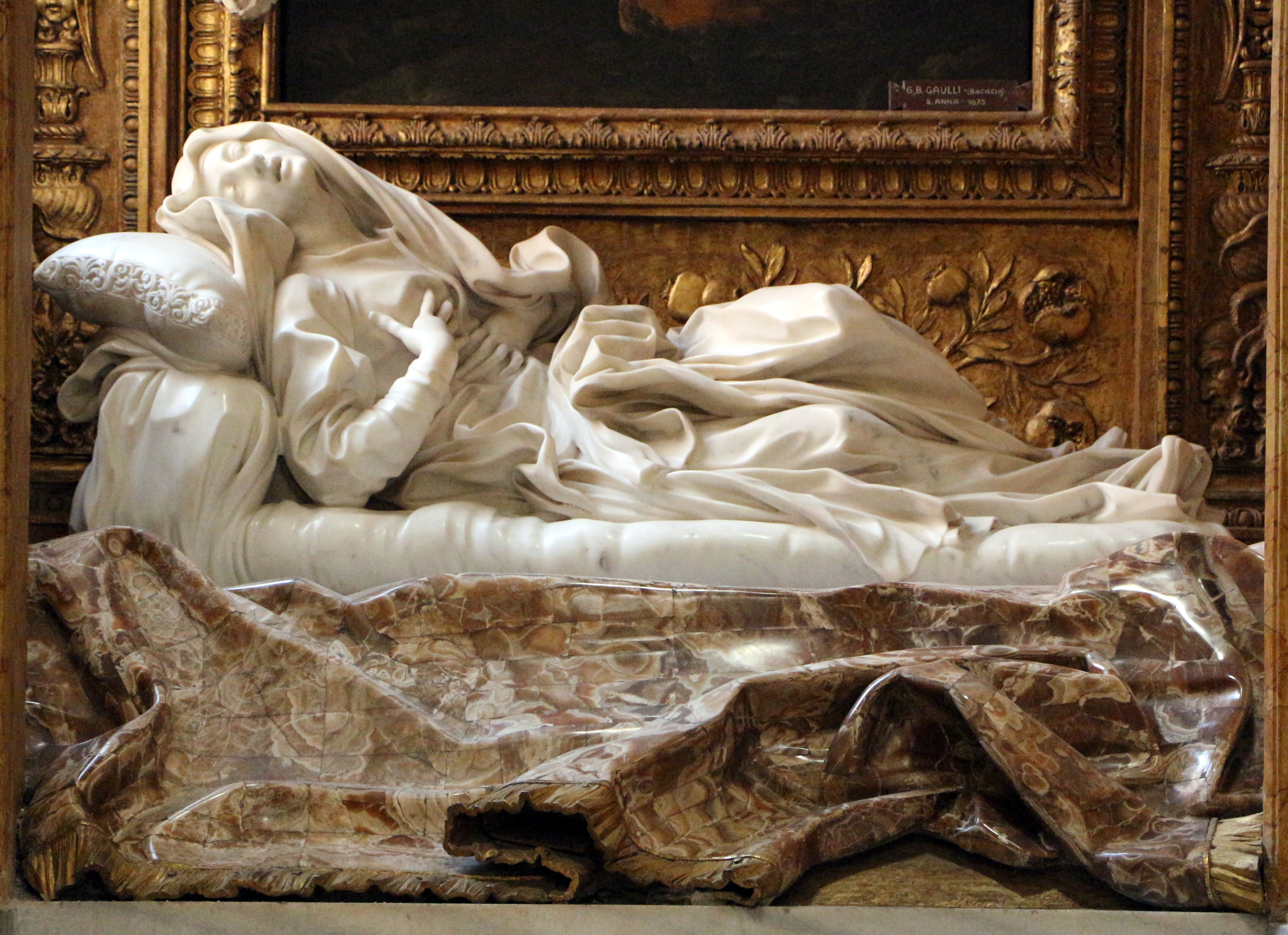
لودویکا آلبرتونی مقدس. کلیسای سن فرانچسو اریپا، رم، اثر برنینی

یکی از دلایل پیدایش پیکره‌سازی باروک نقش مقابل بین باروک و کلاسیک‌گرایی بوده‌است. پیکره‌سازی هم در نشان دادن معجزات دین مسیحیت کمال می‌یابد و بازتابی از نوعی اشتیاق برای اعجاب‌انگیزی است.
استفاده از عناصر تزیینی و نمایان کردن هرچه بیشتر فواره‌ها و آب‌نماها در معماری باروک بسیار متداول بوده‌است. بعدها این‌گونه برخورد با آب و استفاده نمادین از مجسمه‌سازی در شهرسازی و میدان‌ها باروک نیز مرسوم شده‌است. پیکره‌سازان عصر باروک، بیشترین تلاش خود را به کار می‌بستند تا حرکت را در آثار خود بیافرینند.
همان‌طور که معماری باروک در ایتالیا شروع شد، مجسمه‌سازی این دوره نیز در ایتالیا متولد شد. برجسته‌ترین مجسمه‌ساز این دوره برنینی بود که آثارش نمونه کامل و مطلوبی از ترکیب مناسب فرم و محتوا، سبک و ایده محسوب می‌شود که همه هنرمندان باروک در پی آن بودند.
کارگاه برنینی در رم به مرکز انتشار ایده‌ها و تجربه‌های او تبدیل شد که در سراسر اروپا جریان یافت. ایجاد وحدت میان مجسمه‌ها و فضای معماری اطراف آن از ویژگی‌های آثار برنینی است که اغلب در آرامگاه‌هایی که توسط او طراحی شده‌اند دیده می‌شود. حالت‌های آشفته و ناآرام و حرکات پرشور و هیجان مجسمه‌های آثار برنینی بیشتر مخاطبان را ترغیب می‌کند تا پیکره‌ها را از زوایای گوناگون مشاهده کنند و در آن‌ها مشارکت ذهنی و فیزیکی داشته باشند.
مجسمه سازان بر اساس محلی که آثارشان را در آنجا خلق می‌کردند از مواد مختلفی بهره می‌بردند. در ایتالیا اغلب مجسمه‌هایی که در داخل کلیسا قرار می‌گرفتند، از مرمر، رخام و برنز ساخته می‌شدند. آن‌هابا بهره‌گیری از این مواد موفق می‌شدند قابلیت‌های تکنیکی منحصر به فرد خود را به تصویر درآورند، به ویژه مواقعی که قطعات سنگ نرم و شکننده بود.
برنینی در آثار اولیه اش در زمینه کار روی سنگ به مهارت فوق‌العاده‌ای دست یافت. بعدها او ترکیب‌های بسیار جدیدی از مواد را به کار گرفت. به عنوان نمونه، در مقبره اوربانوس هشتم که در آن ترکیب بندی با رنگ‌بندی کامل شده، از برنز برای تندیس پاپ و فرشته مرگ، از برنز زر اندود و مرمر سیاه برای تابوت سنگی و از مرمر سفید برای تندیس‌های انفاق و عدالت بهره گرفته‌است.
در سراسر اروپا برای ساختن مجسمه‌هایی که در فضای باز قرار می‌گرفتند، اغلب از سنگ بهره می‌گرفتند، در آثاری چون فواره‌ها مانند نمونه‌ای که برنینی در رم ساخته بود و همچنین نمای ساختمان‌ها، مجسمه‌هایی که در تاقچه‌های بیرونی ساختمان‌ها جای گرفته بودند، بناهای یادبود عمومی و مجسمه‌هایی که برای زینت بخشیدن به پل‌ها به کار می‌رفتند، همگی از سنگ ساخته می‌شدند.
در اسپانیا و مناطق زیر نفوذ آن، سنت مجسمه‌سازی با چوب از قرن شانزدهم رایج شد و تا قرن هفدهم ادامه یافت. مجسمه‌ها اغلب تنها از چوب ساخته می‌شدند.
دو گونه متمایز مجسمه‌سازی وجود دارد:
مجسمه نقش برجسته
که در آن پیکرهای برجسته روی سطحی صاف قرار گرفته‌اند.
مجسمه مستقل
که در آن پیکره‌ها به‌طور کامل سه بعدی و بدون تکیه‌گاه خلق شده‌اند.
مجسمه‌سازی جایگاهی برای بیان ایده‌ها و عقاید در دوره باروک بود و به‌طور عمده بخش وسیعی از فعالیت‌های هنری را شکل می‌داد و چون از نظر مضمون و کمپوزیسیون ارتباطی بسیار نزدیک با همه هنرها به خصوص معماری داشت، مطالعه آن به‌طور جداگانه کاری دشوار است.

### موسیقی باروک
موسیقی باروک که بیشتر برای کلیسا و دربار ساخته می‌شد، پرشکوه و پر حرارت بود و اپرا با صحنه‌های مجلل نیز در این دوره رونق یافت. موسیقی این دوره را بر اساس ساختار قطعات و همچنین روند تکاملی می‌توان به سه قسمت: باروک اولیه، میانی و پایانی تقسیم کرد. از آهنگ‌سازان برجستهٔ باروک می‌توان به کلودیو مونته وردی، ژان بتیست لولی، ژان فیلیپ رامو، هاینریش شوتز، باخ، کلودیو مونته وردی و ویوالدی اشاره کرد.

### ادبیات باروک
عمده‌ترین تفاوت رنسانس و باروک در این نکته است که رنسانس انسان را به شکل موجودی ابدی و کامل می‌بیند که زمان بر او تأثیری ندارد. در حالی که منتقدان بیشتر از هر چیز بر عنصر حرکت و عدم ثبات در باروک تکیه کرده‌اند. آن‌ها معتقد بودند باروک ادبی هنر حرکت است؛ نه فقط توصیف زیبا و چرب‌دستانهٔ حرکت، بلکه درک حرکت به عنوان نخستین و اصلی‌ترین واقعیت هستی.
ادبیات باروک پر است از صنایع ادبی چون تشبیه، مجاز، کنایه و استعاره. از دیگر ویژگی‌های ادبیات باروک می‌توان به ابهام، تظاهر و تفاخر، تناسخ و تغییر چهره، مسخ شدن و جسمیت بخشیدن به همهٔ اشیاء، حتی مرگ (در هم آمیختن مرگ و زندگی) اشاره کرد. در نمایشنامه‌های باروک نیز تظاهر، ابهام و پیچیدگی کاملاً به چشم می‌خورد؛ هنرپیشه از خلال بازی در نقش دیگری، در واقع به سراغ خودش می‌رود. بازیگر یا قهرمان نمایش باروک، فقط قانون تناسخ را می‌شناسد. نمایشنامه‌ها و ادبیات این دوره سرشار است از جادوگران و الهه‌های مسخ شده. موجودات افسانه‌ای بیشترین نقش را در ادبیات این دوره دارا بوده‌اند.

## نگارخانه

پاسدار شبانه(گروهان کاپیتان فرانس بانینگ کوک)،رنگ و روغن روی بوم،موزه ریکس آمستردام
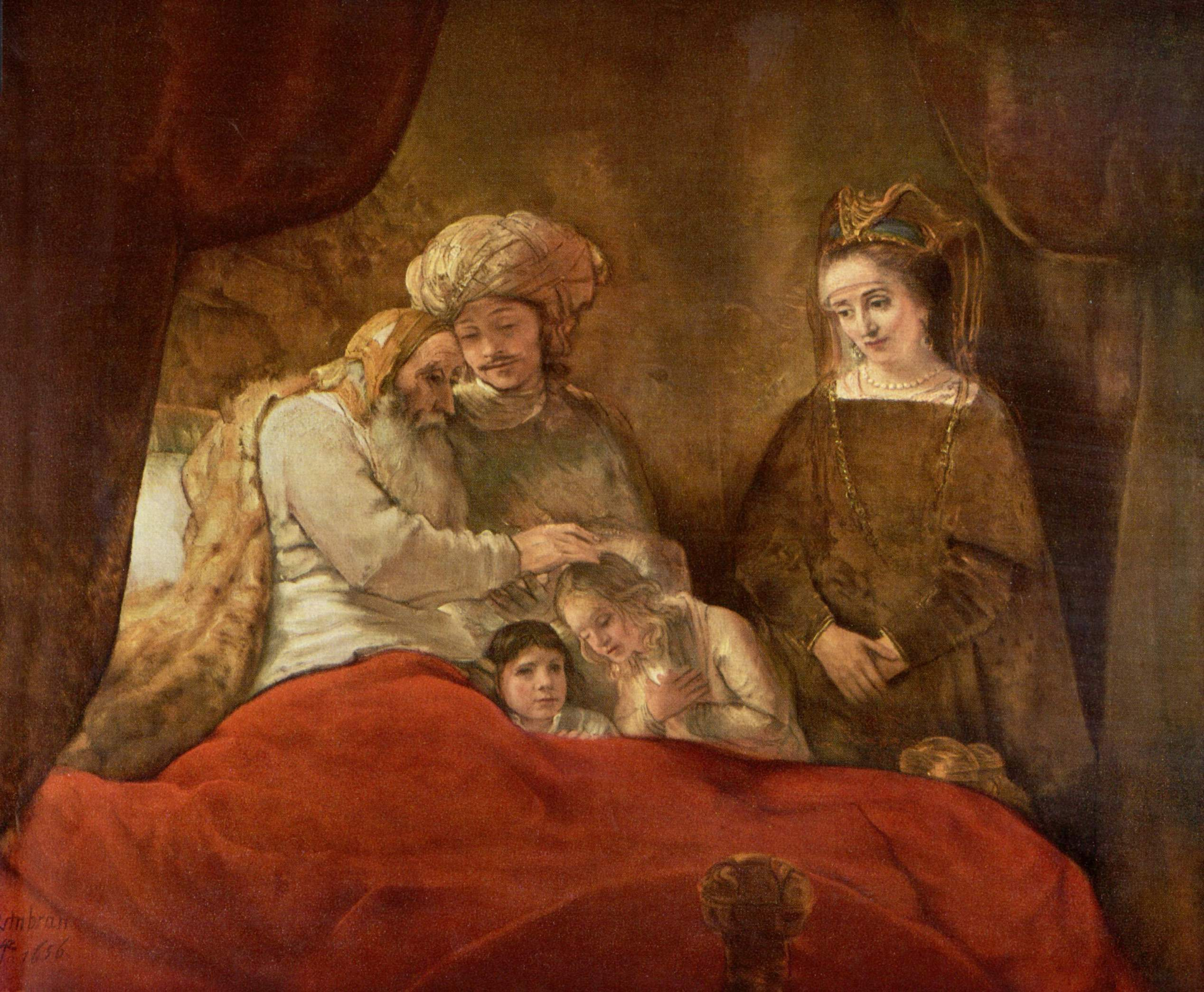
یعقوب در حال تبرک پسران یوسف
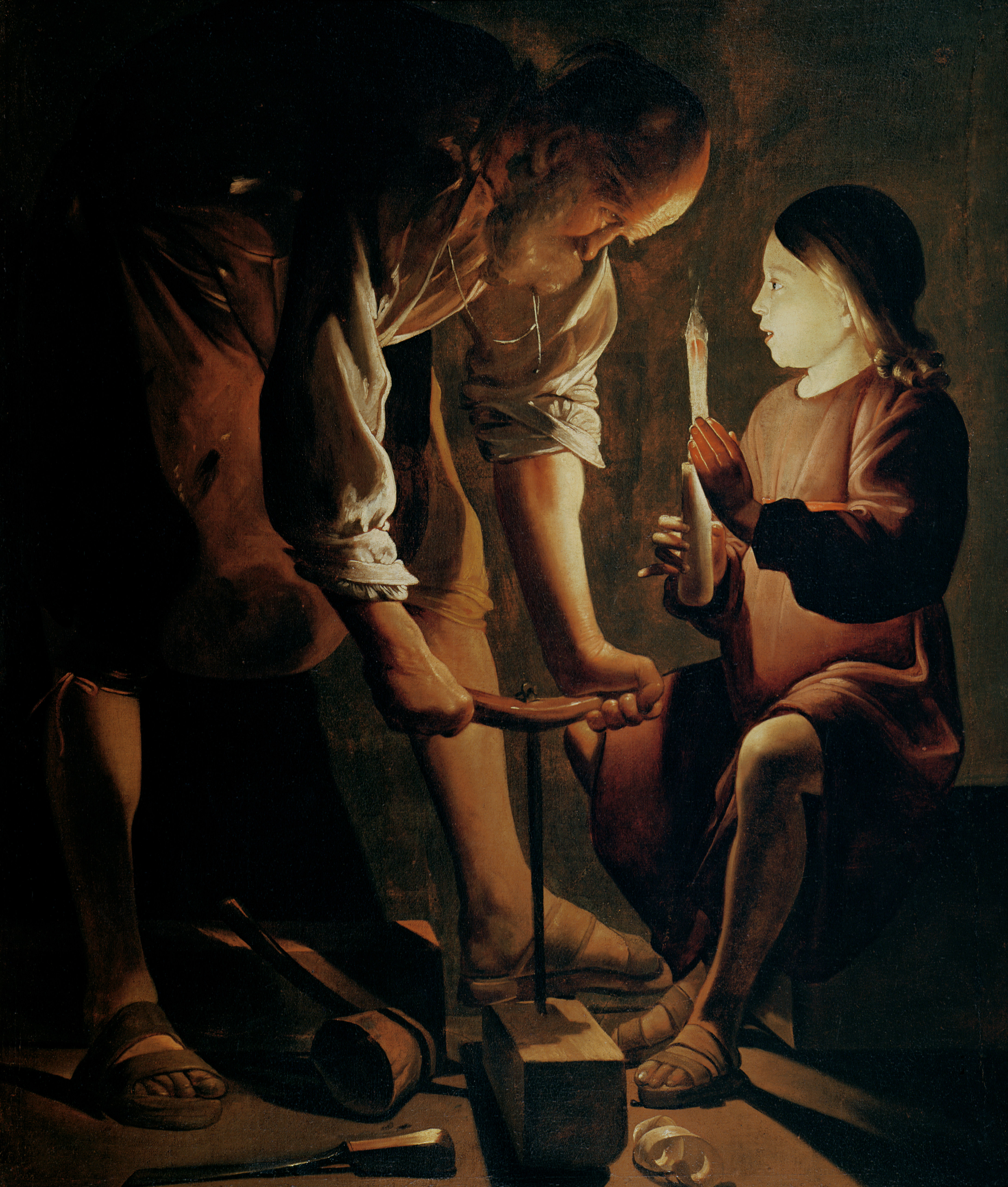
ژرژ دو لاتور ، یوسف نجار،رنگ و روغن روی بوم ،موزه لوور، پاریس
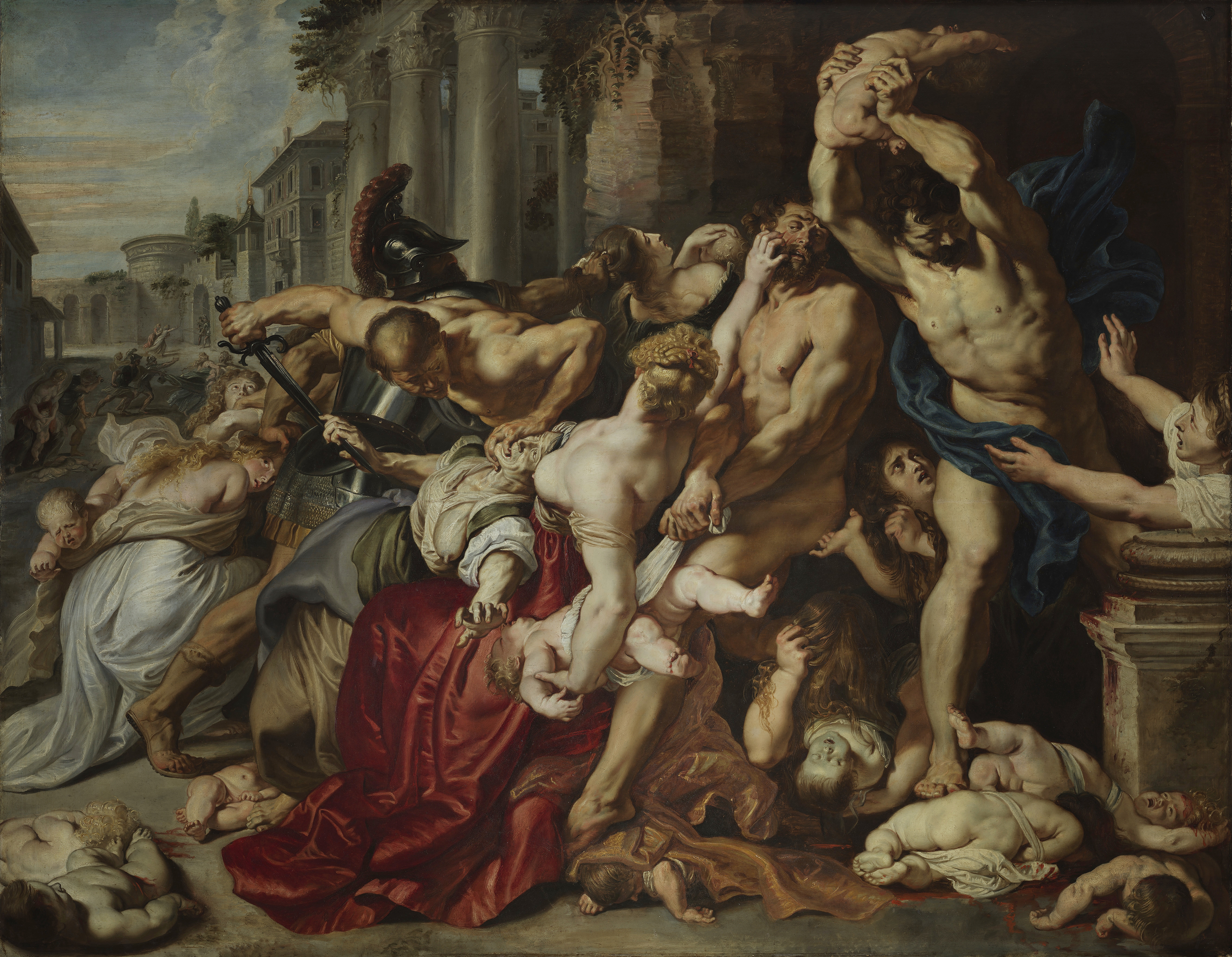
کشتار بی گناهان